# Marie-Anne de Mailly-Nesle
Pour les articles homonymes, voir Mailly et Nesle (homonymie).
Marie-Anne de Mailly-Nesle, marquise de La Tournelle, duchesse de Châteauroux, née le 5 octobre 1717 à Paris, paroisse Saint-Sulpice, où elle est morte, le 8 décembre 1744, est une favorite de Louis XV.

## Biographie
Marie-Anne de Mailly est la cinquième fille et le dernier enfant de Louis III de Mailly-Nesle, marquis de Nesle, prince d'Orange, capitaine lieutenant des gendarmes écossais, commandant la gendarmerie de France, chevalier des Ordres du Roi, et de son épouse Armande Félice de La Porte Mazarin (elle-même petite-fille d'Hortense Mancini et arrière-petite-nièce de Mazarin). Elle est issue de la maison de Mailly, l'une des plus anciennes familles de la noblesse de France.

### Mariage
Marie-Anne de Mailly-Nesle épouse, en 1734, Louis de La Tournelle, marquis de La Tournelle (1708-1740), fils unique de Roger de La Tournelle, marquis de Corancy, et de Jeanne Charlotte du Deffand. Ce mariage reste sans descendance.

### Relations entre sœurs
Sa sœur aînée Louise Julie de Mailly-Nesle, comtesse de Mailly, avait été la maîtresse de Louis XV de 1733 à 1739. Elle fut supplantée par sa sœur cadette, Pauline Félicité de Mailly-Nesle, marquise de Vintimille. Mme de Vintimille meurt en couches le 9 septembre 1741, et Louise est rappelée.
Marie-Anne entre au service de la reine grâce à sa sœur le 4 octobre 1742.
La marquise de La Tournelle, sœur des deux précédentes, poussée par le maréchal de Richelieu et Mme de Tencin, prit la décision de devenir maîtresse royale. Le roi renvoie sa sœur aînée de la cour (3 novembre 1742), puis il la prend comme maîtresse en titre en décembre 1742.
Le roi, après avoir envisagé l'acquisition du marquisat de La Ferté-Imbault pour le lui offrir, la titre finalement duchesse de Châteauroux le 20 octobre 1743 et la fait présenter à la cour le 24 octobre 1743. Il la fait aussi pair de France.

### Favorite royale ou le scandale de la galerie couverte
Devenue favorite en titre et soutenue par le duc de Richelieu, elle est quelque temps toute-puissante à Versailles et use de son influence pour entraîner la France dans la guerre de Succession d'Autriche et persuader le roi d'aller conquérir la gloire sur les champs de bataille en Flandre et en Alsace.
Louis XV l'autorise à le rejoindre dans les Flandres en juin 1744 puis le roi et son armée se rendent à Metz. Là, le roi logea sa maîtresse dans une bâtisse proche de son palais. Pour faciliter les rencontres des deux amants, une galerie couverte est édifiée entre les deux maisons, au grand dam de la population messine qui voyait dans sa ville s'étaler publiquement l'adultère royal. En août, le roi tombe gravement malade à Metz:130.
Proche de sa fin, il résout de se repentir mais pour cela doit renvoyer sa maîtresse à Paris. La duchesse de Châteauroux quitte discrètement la ville et la fameuse galerie couverte est démolie tandis que la reine et le dauphin Louis accourent en hâte à Metz et que le royaume se met en prière:131. Le roi est contraint par l'évêque de Soissons François de Fitz-James à un acte de contrition public:131. Il reçoit cependant, au cours du Te Deum célébré en présence de la reine par le curé de l'église Notre-Dame de Metz, le surnom de « Louis le Bien-Aimé ».
Néanmoins, après son retour à Versailles, le roi, qui a mal vécu l'humiliation imposée par l'évêque de Soissons, l’exile, dès sa guérison, dans son diocèse où il devait mourir, et rappelle la duchesse de Châteauroux à la cour. Leur liaison reprend. Il songe également à confier à sa maîtresse la place lucrative et stratégique de surintendante de la maison de sa belle-fille, la future dauphine.
Mais quelques jours avant Noël 1744, la duchesse meurt d'une péritonite à l'âge de 27 ans. Cette mort parut suspecte à certains qui parlèrent, sans preuves, d'empoisonnement,,.

### Postérité littéraire
Marie Armande Jeanne Gacon-Dufour a publié en 1806 deux volumes de lettres attribuées à Mme de Châteauroux. Sophie Gay a publié un roman et un drame intitulés la Duchesse de Châteauroux, Madame de Brancas Histoire de Madame de Châteauroux. Antonin Roques a donné un drame en 5 actes intitulé la Duchesse de Châteauroux et les frères Goncourt ont mis au jour la Duchesse de Châteauroux et ses sœurs. Camille Pascal a publié un roman, la Chambre des Dupes, chez Plon, dont la duchesse de Châteauroux est l’héroïne.

### Portrait
Le portrait de Marie-Anne de Mailly, peint en 1740 par Nattier, est au Musée National du château de Versailles. La marquise de La Tournelle y est figurée en point du jour.